# Exequiel Bastidas
Exequiel Bastidas (Paraná, Provincia de Entre Ríos, 6 de julio de 1995) es un piloto argentino de automovilismo de velocidad.
Compitió, entre otras categorías, en Fórmula Renault Argentina en la cual obtuvo un segundo puesto en 2018. Es el actual campeón de la temporada 2020 del TC 2000.

## Resumen de carrera
| Temporada | Categoría                  | Equipo                            | Carreras     | Victorias    | Poles        | VR           | Podios       | Puntos       | Pos.         |
| --------- | -------------------------- | --------------------------------- | ------------ | ------------ | ------------ | ------------ | ------------ | ------------ | ------------ |
| 2016      | Fórmula Renault Argentina  | Gabriel Werner Competición Junior | 22           | 0            | 0            | 0            | 0            | 148          | 15.º         |
| 2017      | Fórmula Renault Argentina  | Equipo Werner                     | 24           | 1            | 1            | 1            | 4            | 286          | 4.º          |
| 2017      | TC2000                     | Riva Racing                       | 2            | 0            | 0            | 0            | 0            | -            | -            |
| 2018      | Fórmula Renault Argentina  | Gabriel Werner Competición        | 23           | 3            | 4            | 3            | 11           | 385          | 2.º          |
| 2018      | TC2000                     | Riva Racing                       | 1            | 0            | 0            | 0            | 0            | -            | -            |
| 2019      | TC2000                     | DTA Racing                        | 20           | 1            | 2            | 0            | 2            | 172          | 10.º         |
| 2020      | Turismo Nacional Clase 3   | Nico Kern Racing Car              | 1            | 0            | 0            | 0            | 0            | 4            | 39.º         |
| 2020      | Fórmula Renault Argentina  | Ferreira Motorsport               | 2            | 0            | 0            | 0            | 0            | 11           | 22.º         |
| 2020      | TC2000                     | Toyota Young                      | 20           | 1            | 2            | 1            | 10           | 283 (285)    | 1.º          |
| 2022      | TC2000                     | FS Motorsport                     | 14           | 0            | 0            | 0            | 0            | 13           | 15.º         |
| 2022      | TC Mouras                  | Savino Sport                      | 2            | 0            | 0            | 0            | 0            | 26           | 35.º         |
| 2022      | Fórmula Nacional Argentina | Gabriel Werner Junior             | 2            | 0            | 0            | 0            | 0            | 24           | 21.º         |
| 2023      | Turismo Pista - Clase 3    | ?                                 | Disputándose | Disputándose | Disputándose | Disputándose | Disputándose | Disputándose | Disputándose |
| Fuente:   |                            |                                   |              |              |              |              |              |              |              |

## Resultados

### TC 2000
| Año  | Equipo       | Auto              | 1    | 2    | 3    | 4    | 5     | 6     | 7     | 8     | 9      | 10     | 11     | 12     | 13    | 14     | 15     | 16    | 17    | 18    | 19   | 20     | 21    | 22     | 23     | Res. | Puntos    |
| ---- | ------------ | ----------------- | ---- | ---- | ---- | ---- | ----- | ----- | ----- | ----- | ------ | ------ | ------ | ------ | ----- | ------ | ------ | ----- | ----- | ----- | ---- | ------ | ----- | ------ | ------ | ---- | --------- |
| 2017 |              |                   | AG I | AG I | BA I | BA I | CDU   | CDU   | PAR I | PAR I | RC     | RC     | BA II  | SL     | SL    | PAR II | PAR II | AG II | SMM   | CON   | CON  | BA III |       |        |        | -    | -         |
| 2017 | Riva Racing  | Peugeot 408 I     |      |      |      |      |       |       |       |       |        |        |        |        |       |        |        |       | Ret   | 12    | 15   |        |       |        |        | -    | -         |
| 2018 |              |                   | AG I | AG I | CDU  | CDU  | CON   | CON   | RC    | RC    | BA     | LP     | LP     | SL I   | SL I  | AG II  | SMM    | SMM   | SL II | SL II | ROS  | ROS    | PAR   | PAR    |        | -    | -         |
| 2018 | Riva Racing  | Peugeot 408 I     |      |      |      |      |       |       |       |       |        |        |        |        |       | 14     |        |       |       |       |      |        |       |        |        | -    | -         |
| 2019 |              |                   | AG   | AG   | OLA  | OLA  | RC I  | RC I  | CDU   | CDU   | PAR I  | PAR I  | SNI    | SNI    | ROS   | ROS    | BA I   | RC II | RC II | OBE   | OBE  | BA II  | BA II | PAR II | PAR II | 10.º | 172       |
| 2019 | DTA Racing   | Peugeot 408 I     | Ret  | 13   | 12   | 6    | 10    | 9     | 6     | 7     | 5      | 7      | 10     | 4      | 4     | 1      | 9      | 14    | 13    |       |      | 6      | 6     | 15     | 3      | 10.º | 172       |
| 2020 |              |                   | AG I | AG I | BA I | BA I | BA II | BA II | AG II | AG II | AG III | AG III | BA III | BA III | BA IV | BA IV  | RC     | RC    | PAR   | PAR   | BA V | BA V   | BA VI | BA VI  |        | 1.º  | 283 (285) |
| 2020 | Toyota Young | Toyota Corolla XI |      |      | 10   | 4    | 4     | 3     | 10    | 7     | 1      | 2      | 7      | 2      | 11†   | 13     | 3      | 2     | 3     | 3     | 2    | 5      | 5     | 3      |        | 1.º  | 283 (285) |